# 明麓战争 (1386年—1388年)
明麓战争指明朝进入云南初期，与地方傣族政权麓川之间爆发的战争，包括1386年的景东之役和1388年的摩沙勒之役、定边之役，也有学者将这三次战役归入麓川之役中，称“明初麓川之役”。最终麓川投降，向明廷称臣纳贡。朱元璋在1386年至1388年间征调内地省份共20万大军开赴云南，准备彻底解决麓川问题，不过当时明廷深入控制云南边疆的时机尚未成熟，最终没有剿灭麓川，而调拨的20万大军当中，有13万留驻云南，成为明初对云南实行的军事移民的一部分。

## 背景
麓川是明朝时期中国西南的一个傣族政权，1384年归附明朝，首领思伦法受封“麓川平缅宣慰使”。景东原是麓川属地，系思可法东征所得，1382年景东陶孟俄陶宣布脱离麓川，归顺明朝。思伦法认为俄陶有碍于其进行割据扩张，决定讨伐景东。

## 经过

### 景东之役
洪武十八年（1385年）十二月，思伦法率兵十余万，进攻景东者吉寨，景东土知府俄陶、千夫长他当率领土兵两万前往抵御，被思伦法击败，俄陶率部退至大理府白崖川。明军都督冯诚领兵迎击思伦法，时值大雾，明军失利，千户王升战死。
景东之役后，明朝没有马上进行反击。明廷先笼络车里，升车里军民府为车里军民宣慰使司，并激化车里与麓川之间的矛盾，希望车里能够发兵一同征讨麓川。明太祖朱元璋遣通政司经历杨大用褒奖俄陶忠诚之心，并赐俄陶白银500两、绸缎20匹。明朝派出间谍李原名前往麓川探查敌情，李原名的情报使朱元璋作出判断，麓川迟早会有扰边之患，于是下令金齿、楚雄、品甸等地加固城防，准备火器，禁止任何人前往麓川。1387年8月至1388年6月，朱元璋调集四川、陕西、山西、湖广、河南等省兵力计20万，召集云南元江土兵5万，准备彻底解决麓川问题。

### 摩沙勒与定边之役
洪武二十一年（1388年）正月，思伦法进攻马龙他郎甸的摩沙勒寨（今新平县漠沙镇），西平侯沐英令都督宁正迎敌，击败思伦法，斩首麓川军一千五百余级。
为报摩沙勒之仇，三月甲辰，思伦法率兵十五万（号称三十万）、战象百余头，进攻定边。沐英挑选三万（又说一万五千）精骑，奔行15日抵达定边。明军先以300轻骑出阵挑衅，麓川军出万余士兵及战象三十余头发动进攻，用战象冲击明军，明军射箭一轮，击中战象左膝，操控战象的士兵摔落，麓川军指挥官也受到箭伤，向后退时再中一箭，战死。明军乘胜追击，斩首麓川军数百级。
随后，沐英召集诸将，称定边遭麓川围困已久，要求尽快击败麓川军，并提出麓川军的战象是对明军最大的威胁，骑兵对此将无能为力。明军制定战术，在阵中布置三行火铳和神机箭，第一行铳箭齐发，攻击麓川军象阵，麓川若不退则第二行继续攻击，再不退第三行继之。明军分为三队，都督冯诚领前队，都督同知宁正领左队，汤昭领右队。
决战开始，麓川军出营列阵，各首领都乘坐战象，战象披甲，两侧挂有竹筒，竹筒中插有短槊。两军阵列接触时，麓川军用象阵突前，明军发射火器，声震山谷，麓川军战象畏惧而逃。明军指挥张因、千户张荣祖率军追击，直捣麓川军营地，将其营地烧毁。麓川军的“昔剌”（最善战的勇士）率众死战，沐英在高处观察战局，发现左队略有后退，遂传令斩左队将领，明军将士振奋，猛攻麓川阵地，麓川军溃败。此役明军大胜，斩首三万余级，俘虏万余人，麓川军的战象一半战死，被生擒三十七头，思伦法逃走。

## 战后
朱元璋收到定边之役的捷报后，要求沐英移师屯戍景东，等待外省调来的大军集结，不能轻易接受麓川投降。虽然麓川在定边之役被云南官军击败，但朝廷调集的大军“已在中途，不可止遏”，朱元璋要求车里、顺宁、元江等傣族土司整备兵象，准备剿灭麓川。洪武二十一年（1388年）五月，朱元璋旨谕沐英，向思伦法开出谈判条件：赔偿15,000匹马、30,000头牛、500头象、300名象奴。
此时，滇东的东川、芒部等彝族土司认为有机可乘，与麓川勾结，拒绝向明军提供粮草，并供给麓川象马草料，朱元璋要求先摆平滇东的问题。洪武二十一年（1388年）六月，东川土官造反；八月，越州土官阿资、罗雄州营长发束造反。
洪武二十一年（1388年）七月，朱元璋命令将俘虏的战象交由占城象奴送至京师，在广西思明府建立驯象卫，等沐英擒获思伦法后，也将思伦法送到驯象卫服役。
洪武二十二年（1389年）十一月，滇东起义平息后，思伦法见形势不利，派使者前往昆明，辩称攻击定边是下属刀厮郎、刀厮养所为，表示愿输贡赋。明朝考虑到深入控制云南边疆的时机尚未成熟，所以接受了思伦法投降。在明朝使臣杨大用的要求下，思伦法交出刀厮郎等137名“战犯”以及叛明逃至麓川的姚安土官自久。此后，麓川对明朝三年一贡。
明朝为征讨麓川而从外省调至云南的兵力，更多是出于“屯戍”的目的，向云南进行军事移民以巩固明朝在西南边疆的统治，这批移民最终有近13万留在云南，驻守在全滇各地的卫所中。

## 引用
1. ↑  百川（1986），56页
2. ↑  毕奥南（2005），106页
3. ↑  明太祖实录·一六四卷，2535页，洪武十七年八月丙子条："改平缅宣慰使司为麓川平缅宣慰使司仍以思伦发为宣慰使"
4. ↑  土官底簿·卷上，景东府知府条，八十一页："俄陶本府民洪武十五年投降将军马匹军器并父子前元给授金牌印信纳解拟任景东府土知州十七年实授世袭"
5. ↑  尤中（1990），280页
6. ↑  毕奥南（2005），107页
7. ↑  明太祖实录·一七六卷，2673页，洪武十八年十月癸丑条："平缅宣慰使思伦发反率百夷之众寇景东土官知府俄陶奔白崖川都督冯诚率师击之值天大雾猝遇蛮寇我师失利千户王升死之"
8. 1 2  明太祖实录·一八〇卷，2725页，洪武二十年春正月丙子条："遣通政使司经历杨大用赍白金五伯两文绮二十疋往赐景东府知府俄陶初百夷思伦发叛率众十馀万攻景东之者吉寨俄陶领千百夫长他当等二万馀人击之为所败思伦发进攻景东俄陶力战不胜率其民千馀家避于大理府之白崖川事闻上嘉其忠特赐白金文绮以旌之"
9. 1 2  毕奥南（2005），108页
10. ↑  云南机务钞黄，洪武十九年九月二十四日，563-564页："皇帝制谕车里军民府知府刀砍曰：……曩平云南，唯尔车里，不侯我师之至，速遵治化，朕甚嘉焉，所以特遣使者赍朕诏谕，命尔仍守境土，以安生民。独麓川、平缅，恣肆强暴，吞并地方，尝为尔车里之患；及云南既平复，天命擅兴，金齿之役后，纳款奉贡，朕重念民罹兵祸，特原其罪，俾守旧疆，悔过自新。何期稔恶不悛，今岁复敢肆侮，跳梁西南，以为景东之役。上天昭鉴，罪不容诛。今特遣礼部主事刘之微，舍人刘谨、丁子良赍擎朕命，升尔车里军民府为军民宣慰使司，以尔刀砍为亚中大夫、车里军民宣慰使。尔当合谋于邻邦，凡与麓川、平缅有仇者几邦？报来，朕当奉天之命，发大兵一同声罪致讨，诛锄凶恶，复尔原失地方，安尔居民。"
11. ↑  明史·卷一百三十六·列传第二十四，3938页，李原名传："二十年使平缅归，言：“思伦发怀诈窥伺，宜严边备。靖江王以大理印行令旨，非法，为远人所轻。”"
12. ↑  云南机务钞黄，洪武二十年五月十一日，564-565页："敕谕西平侯沐英……近日李原名自平缅归，朕静听敷陈百夷事情，其词不下万言，言无伦叙；及有伦叙处，皆百夷诡诈万端，虽数千万言，并无一语可信者。由是观之，此蛮夷甚有窥伺之谋，或早或晚，必有扰边之患。敕符到日，昼夜缉垒金齿、楚雄、品甸及兰沧江中道，务要城高濠深，排栅粗大；每处火铳收拾一二千条，或数千百条；云南有造火药处，星夜煎熬，以备守御……自今以后，平缅并不许一人差往。"
13. 1 2  陆韧（2005），71页
14. ↑  明太祖实录·一八二卷，2747-2748页，洪武二十年六月庚子条："遣通政使司经历杨大用往云南练兵时百夷屡为边患 上欲发兵平之先已敕西平侯沐英指挥储杰等为筹边计至是复遣大用往练兵大用至沅江等府其土官请以兵五万听调"
15. ↑  龚荫（1988），158页
16. ↑  明太祖实录·一八八卷，2812-2813页，洪武二十一年春正月辛巳条："百夷思伦发诱群蛮入寇马龙他郎甸之摩沙勒寨西平侯沐英遣都督甯正击破之斩首一千五百馀级"
17. 1 2  南夷书，63页："二十一年，百夷王思伦法遣其酋刀斯郎寇定边县，众十五万。西平侯沐英率兵御之，选战士得万五千人，与之对垒。"
18. ↑  明太祖实录·一八九卷，2858-2859页，洪武二十一年三月甲辰条："西平侯沐英讨百夷思伦发平之时思伦发悉举其众号三十万象百馀只复寇定边欲报摩沙勒之役势甚猖獗新附蛮夷阴相连结咸蓄异心西平侯沐英知夷人反侧乃谓众曰百夷愤摩沙勒之败乃敢大举入寇夫兵愤者必败若等但戮力歼之必矣乃选骁骑三万昼夜兼行凡十五日抵贼营与之对垒先出轻骑三百挑之百夷以万人驱象三十馀只逆战云南前卫指挥张因率骑卒五十馀人为前锋其酋长跨巨象直前我军注矢连发矢中象左膝及胁象仆地其酋长亦中矢走因追射杀之即大呼拥众突其阵斩首数百级诸军乘胜鼓噪而进贼众遂却"
19. ↑  明太祖实录·一八九卷，2859-2860页，洪武二十一年三月甲辰条："英复集将佐告曰定边被围已久今不即破贼若定边失守则贼势益张贼之所恃者象耳略以骑兵与之挑战已不能支吾知其无能为也乃下令军中置火铳神机箭为三行列阵中俟象进则前行铳箭俱发若不退则次行继之又不退则三行继之明旦分军为三队都督冯诚领前队都督同知寗正领左队汤昭领右队英复令众曰今深入寇境与之相持胜则必生败则必死吾辈受主上深恩报德成功正在今日吾与若等约有功者必赏退衄者必斩于是将士皆奋勇欲战"
20. ↑  明太祖实录·一八九卷，2860-2861页，洪武二十一年三月甲辰条："贼悉众出营结阵以待其酋长把事招纲之属皆乘象象皆被甲背负战楼若阑楯悬竹筒于两旁置短槊其中以备击刺阵既交群象冲突而前我军击之矢石俱发声震山谷象皆股栗而奔指挥张因千户张荣祖率骑士乘胜追奔直捣其栅寨破之遂纵火焚其寨烟焰涨天还复以兵邀击之杀伤甚众贼党有昔剌者最号骁勇复率众死战英乘高望见我军左队小却即传令驰斩队将队将惧奋呼突阵众随之无不一当百贼众大败斩首三万馀级俘万馀人象死者过半生获三十有七馀贼皆溃我师追袭之贼连日不得食死者相枕藉思伦发遁去英遂遣使奏捷还师云南所过城邑百姓争持牛酒出郊迎劳英慰谕而遣之"
21. ↑  明史·卷三百十四·云南土司传二，8112页，麓川平缅条："伦发遁，以捷闻。帝遣使谕英移师逼景东屯田，固垒以待大军集，勿轻受其降。"
22. ↑  云南机务钞黄，566页："右军都督府为剿捕思伦发事：洪武二十一年四月十一日，本府佥都督张铨等官于大庖西钦奉圣旨：“……近捷书来奏，以为边将所败，杀获人众数千，象四十余只，遗类遁归；然所发二十万众已在中途，不可止遏，必欲问罪于彼。尔右军都督府行下沿边车里军民宣慰使司、顺宁府、元江府等处土官知道：教车里整饬兵、象，其余土官各备兵甲，听候大军会合剿捕。"
23. ↑  云南机务钞黄，567页："洪武二十一年五月十三日，沐都督到，传奉旨意各项事件：……设若百夷有人出来说话求免时，问他索取后项物件：金齿损了的官军，将出一万五千马来，才赔偿这些人；景东节次损了出哨官军，将出五百象来赔偿，更出屯牛三万头、清腿象（如）[奴]三百个，方才罢征。"
24. ↑  何耀华（2011），126页
25. ↑  云南机务钞黄，565-566页："该洪武二十一年二月初十日，本府佥都督王诚等，宜于奉天门早朝，钦奉圣旨：“右军差舍人前去播州、水西、乌蒙、沾益、寻甸、建昌、武定、马湖各土官处，说知禄肇不肯当差，芒部、东川与白夷私通，已差、阿奴、亦结暗地往来，要与我每厮杀，不想东川、芒部这等心歹。为这般，且不与白夷厮杀，先与东川、芒部讨得分晓了，方过去……我则这般要与白夷厮杀，无粮难去……东川、芒部纳与他人粮，象粮马草料，与我每战，俺的差发不当，白夷差发却当。"
26. ↑  明太祖实录·一九一卷，2882页，洪武二十一年六月甲子条："西平侯沐英奏东川诸蛮据乌山路劫寨而叛其地重关复岭崖壁峭险上下三百馀里人迹阻绝请讨之"
27. ↑  明太祖实录·一九三卷，2906页，洪武二十一年八月癸巳条："越州土酋阿资与罗雄州营长发束等叛命总兵官西平候沐英会征南将军頴国公傅友德将兵讨之"
28. ↑  明太祖实录·一九二卷，2885页，洪武二十一年七月丙子条："勑廣西都指揮使司凡百夷戰象之夫悉放還其馴象衛軍士令於南寧屯種見獲之象則令占城象奴送至京先是置馴象衛使專捕象及西平侯沐英破百夷獲其人亦送本衛役之至是始罷遣"
29. ↑  毕奥南（2005），109页
30. 1 2  明太祖实录·一九八卷，2673页，洪武二十二年十一月乙亥条："命通政使司经历杨大用使百夷初百夷思伦发寇摩沙勒及定边西平侯沐英率兵讨之思伦发凡再拒战皆败乃遣其把事招纲等至云南言往者叛逆之谋实非己出由其下刀厮郎刀厮养所为乞贷其罪愿输贡赋云南守臣以闻……大用既至麓州思伦发听命遂以象马白金方物入贡谢罪大用复令思伦发追获云南逃去叛贼自久等二人把事刀厮郎等一百三十七人百夷遂平"
31. ↑  尤中（1987），59页
32. ↑  明史·卷三百十四·云南土司传二，8091页，姚安条："十六年，姚安土官自久作乱。官兵往讨，师次九十九庄，自久遁去。"
33. ↑  明史·卷三百十四·云南土司传二，8112页，麓川平缅条："伦发听命，遂以象、马、白金、方物入贡谢罪，大用并令献叛首刀厮郎等一百三十七人，平缅遂平。自是，三年每来朝贡。"